# Wingsuit
Wingsuit er en dragt som tages på før et faldskærmsudspring. Dragten har vinger som spænder sig fra dragtens håndled og ned til hofterne, samt en vinge mellem benene. Vingene gør, at faldskærmsudspringeren får en større flade at flyve på. Vingene fyldes med luft for at skabe en aerodynamisk flyvekrop. Dragten og fladen, der udspændes øger den længde man kan flytte sig fra udspringsstedet til landingsstedet. Der findes i dag flere typer wingsuits, men man kan som hovedregel sige, at man flytter sig i forholdet 2:1 horisontalt. 
Wingsuits er også benyttet ved Base jumping.